# Związek gmin Neckargerach-Waldbrunn
Związek gmin Neckargerach-Waldbrunn – związek gmin (niem. Gemeindeverwaltungsverband) w Niemczech, w kraju związkowym Badenia-Wirtembergia, w rejencji Karlsruhe, w regionie Rhein-Neckar, w powiecie Neckar-Odenwald. Siedziba związku znajduje się w miejscowości Neckargerach, przewodniczącym jego jest Ralf Schnörr.
Związek zrzesza cztery gminy wiejskie:
- Binau, 1 378 mieszkańców, 4,83 km²
- Neckargerach, 2 330 mieszkańców, 15,32 km²
- Waldbrunn, 4 823 mieszkańców, 44,33 km²
- Zwingenberg, 679 mieszkańców, 4,70 km²